# Contea di Effingham (Georgia)
La contea di Effingham (in inglese Effingham County) è una contea dello Stato della Georgia, negli Stati Uniti. La popolazione al censimento del 2000 era di 37 535 abitanti. Il capoluogo di contea è Springfield.

## Sport
All'interno della contea è presente il circuito motoristico Roebling Road Raceway, costruito nei pressi della città di Bloomingdale.